# Grotte de Matupi
La grotte de Matupi est une grotte située dans le massif du Mont Hoyo se trouvant  dans la Forêt de l'Ituri, en République démocratique du Congo. Les archéologues y ont trouvé des preuves de la période dite du Later Stone Age et l'occupation humaine s'y étend sur plus de 40 000 ans. De nombreux vestiges sont découverts dans ce lieu dont des bijoux ou des jeux pour enfant. La source étymologique du nom de cette grotte a pour origine une toupie trouvée par les archéologues. Le terme Matupi vient de « ma toupie », phrase prononcée par le chef des recherches archéologiques. La grotte recèle quelques-uns des témoignages les plus anciens dans le monde pour des outils microlithes.

## Histoire
Accessibles depuis Beni, les premières grottes du Mont Hoyo sont découvertes et étudiées à partir de 1943 par l'ingénieur géologue Ruscart. Un nombre de 26 grottes principales a été mis au jour mais certaines restent encore à explorer dans une région (Nord Kivu) soumise durablement à diverses guérillas toujours actives en 2018.